# أوتوائية بكينية
أوتوائية بكينية (الاسم العلمي: Ottowia beijingensis) هي نوع من البكتيريا، سلبية الغرام، تتبع الأوتوائيات.